# 程氏毛蕨
程氏毛蕨（学名：Cyclosorus chengii）为金星蕨科毛蕨属下的一个种。

## 扩展阅读
- 維基物種上的相關：程氏毛蕨